# Нидернайзен
Нидернайзен (нем. Niederneisen) — община в Германии, в земле Рейнланд-Пфальц. 
Входит в состав района Рейн-Лан. Подчиняется управлению Ханстеттен.  Население составляет 1464 человека (на 31 декабря 2010 года). Занимает площадь 7,95 км².